# Gilles Holst
Gilles Holst (Haarlem, Países Bajos, 20 de marzo de 1886-Brabante Septentrional, Países Bajos, 11 de octubre de 1968) fue un físico neerlandés, conocido por inventar en 1932 la lámpara de sodio de baja presión.

## Primeros años
Su padre era el gerente de un astillero. En 1904, fue a la Escuela Politécnica Federal de Zúrich para estudiar ingeniería mecánica, campo que cambió después de un año por matemáticas y física.

## Carrera
Trabajó con Balthasar van der Pol, conocido por el oscilador de Van der Pol, y con Frans Michel Penning, conocido por la ionización de Penning y la mezcla de Penning. En 1908 se convirtió en geprüfter Fachlehrer, o profesor cualificado. En 1914 se convirtió en el primer director científico del Laboratorio Philips de Física, también conocido como NatLab.
En 1909 se convirtió en ayudante de Heike Kamerlingh Onnes en la Universidad de Leiden. Se cree que en su estancia en Leiden fue el primero en presenciar el fenómeno de la superconductividad.
Desde 1939 la Real Academia de Artes y Ciencias de los Países Bajos  entrega en su honor el Premio Gilles Holst.
Murió en Holanda a los 82 años.